# Atlético Occidental
El Centro Atlético Occidental o Gimnasio Atlético Occidental fue un antiguo equipo de béisbol y fútbol mexicano que jugó en la Liga Amateur de Jalisco antes de la profesionalización y creación de la Primera división mexicana. Tuvo como sede de sus partidos la Colonia La Moderna en la ciudad de Guadalajara, Jalisco.
El Centro fue fundado a principios del siglo XX y fue la primera institución que funcionó como auténtico club deportivo en la ciudad de Guadalajara, ya que contaba con un gimnasio, sala de armas y baños. Tuvo como sede un edificio de tres pisos que se encontraba en la esquina de Pedro Moreno y Ocampo.

## Historia
El Atlético Occidental era una institución exclusiva para varones donde se albergaba la práctica de varios deportes, entre sus fundadores se encontraba a Modesto Barreto, uno de los millonarios más importantes de la ciudad, el profesor Larrauri, gran instructor de halterofilia, y don Ignacio Calderón quien fuera el mayor promotor del club y el encargado de fundar los equipos de béisbol, ciclismo y esgrima.
El equipo de béisbol de la institución realizaba sus prácticas en los campos baldíos de la colonia Moderna, cerca de donde el Club Unión realizó sus primeras prácticas de fútbol. 
Al observar a los jugadores del Unión practicar dicho deporte los muchachos del Atlético se interesaron y les preguntaron sobre el juego y las reglas a lo cual los jugadores del Unión, entre ellos su fundador Edgar Everaert, respondieron explicándoles detalladamente todo. Después de un juego rudo, donde los jugadores del Occidental poco sabían de lo que era un "foul".
Fue entonces que Rafael Higinio Orozco, tuvo la idea de organizar un encuentro entre ambas escuadras, para lo cual el Unión envió una invitación formal a las instalaciones del Atlético Occidental, el cual aceptaría el reto para realizar el primer encuentro de fútbol, dicha respuesta estaba firmada por Antonio y Luis Pérez Verdía.
Con todas las formalidades de la época, se contestó por escrito aceptando el duelo; aquella primera alineación del Atlético estaba compuesta por: Antonio y Luis Pérez Verdía, Modesto Barreto (considerado el hombre más fuerte de Guadalajara), Silvino Gutiérrez, Ignacio Calderón (abuelo de Ignacio y Carlos Calderón jugadores del Guadalajara), Ignacio de la Cameral, Federio Ochoa, Adolfo Orozco, Ramón "el Ciego" Camba y Alberto de la Mora.
Después de un juego muy brusco, donde las reglas poco se entendieron, el marcador fue favorable para el Unión que en ese entonces vestía de blanco, alzándose con el triunfo en lo que fue el primer encuentro formal de Guadalajara".
Un par de años después el club tuvo una destacada participación en los festejos deportivos por el Centenario de la Independencia Nacional.
El Club Atlético Occidental, se disolvió en octubre de 1917 después de varias sesiones que se realizaron entre los entonces socios Federico Kunhardt, Guillermo Kunhardt, Ignacio Gómez Gallardo, Matías Romo, José Gutiérrez Hermosillo, Carlos Navarro Mora, Luis Cuesta, Luis C. Rosas, Ignacio Rosas, Ramón Ugarte, Salvador Garibay, Enrique Narváez, Octavio Lobato, Enrique Castellanos, Luis Vizcayno, Luis F. Urzua, Ignacio Machain, Luis Basave, Antonio Sánchez Ortega, Antonio Araya, Teodoro Campos Kunhardt, Carlos Robles Gil, Enrique Álvarez Tostado y W.B. Carroll.

## Palmarés
- Subcampeón de la Liga Amateur de Jalisco en 1908-09